# DeAngelo Tyson
DeAngelo Tyson (Savannah, 12 aprile 1989) è un giocatore di football americano statunitense che gioca nel ruolo di defensive end per i Baltimore Ravens della National Football League (NFL). Fu scelto nel corso del settimo giro (236º assoluto) del Draft NFL 2012 dai Ravens. Al college ha giocato a football all'Università della Georgia.

## Carriera

### Baltimore Ravens
Il 28 aprile 2012, Tyson fu scelto nel corso del settimo giro del Draft 2012 dai Baltimore Ravens. La sua stagione regolare si concluse con 10 presenze, due delle quali come titolare, 11 tackle e 2 passaggi deviati. I Ravens nei playoff eliminarono nell'ordine Indianapolis Colts, Denver Broncos e New England Patriots. Il 3 febbraio 2013, Tyson mise a segno 4 tackle nel Super Bowl XLVII contribuendo alla vittoria dei Ravens sui San Francisco 49ers per 34-31, laureandosi per la prima volta campione NFL.
Nel Monday Night Football della settimana 15 della stagione 2013 contro i Detroit Lions, Tyson mise a segno il primo intercetto in carriera ai danni di Matthew Stafford. La sua annata si chiuse con 10 tackle e 2,0 sack in tredici partite, nessuna delle quali come titolare.

## Palmarès
- Super Bowl : 1

Baltimore Ravens: Super Bowl XLVII
- American Football Conference Championship: 1

Baltimore Ravens: 2012

## Statistiche
| Partite totali      | 23  |
| Partite da titolare | 2   |
| Tackle              | 21  |
| Sack                | 2,0 |
| Intercetti          | 1   |

Statistiche aggiornate alla stagione 2013